# Eileen (musical)
Eileen is een Engelstalige musical met de muziek van Victor Herbert en de tekst van Henry Blossom. De show werd voor het eerst opgevoerd in het Shubert Theatre op Broadway op 19 maart, 1917. In totaal werd de show 64 keer opgevoerd en werd geproduceerd door Joe Weber.

## Liedjes uit de musical
- "Blarney is Our Birthright"
- "Eileen"
- "Free Trade and a Misty Moon"
- "Thine Alone"
- "When Love At Last Awakens"
- "When Shall I Again See Ireland?"